# Stephanie Andersen
Stephanie Andersen (født 19. Juni 1992 i Randers) er en dansk håndboldspiller som spiller i Ringkøbing Håndbold. Hun har tidligere spillet for bl.a. FC Midtjylland Håndbold, Randers HK, Randers KFUM, Silkeborg-Voel KFUM og Bjerringbro FH. Hun har bl.a flere U-landskampe på CV'et.
Hun var med til at vinde det danske mesterskab tilbage i 2015, sammen med FC Midtjylland Håndbold, efter finalesejre over Team Esbjerg.